# Federico Paris
Federico Paris (Rho, 9 de noviembre de 1969) es un deportista italiano que compitió en ciclismo en la modalidad de pista, especialista en las pruebas de keirin y tándem.
Ganó siete medallas en el Campeonato Mundial de Ciclismo en Pista entre los años 1989 y 1995.

## Medallero internacional
| Campeonato Mundial | Campeonato Mundial | Campeonato Mundial | Campeonato Mundial |
| Año                | Lugar              | Medalla            | Competición        |
| ------------------ | ------------------ | ------------------ | ------------------ |
| 1989               | Lyon (Francia)     | Medalla de bronce  | Tándem (A)         |
| 1990               | Maebashi (Japón)   | Medalla de oro     | Tándem (A)         |
| 1992               | Valencia (España)  | Medalla de oro     | Tándem (A)         |
| 1993               | Hamar (Noruega)    | Medalla de oro     | Tándem             |
| 1994               | Palermo (Italia)   | Medalla de bronce  | Keirin             |
| 1994               | Palermo (Italia)   | Medalla de bronce  | Tándem             |
| 1995               | Bogotá (Colombia)  | Medalla de bronce  | Keirin             |